# تیم ملی فوتبال زیر ۲۳ سال ایالات متحده آمریکا
تیم ملی فوتبال مردان زیر ۲۳ ایالات متحده آمریکا, همچنین به عنوان شناخته شده است تیم ملی فوتبال المپیک ایالات متحده آمریکا, یک تیم جوانان فوتبال است که تحت نظارت فدراسیون فوتبال ایالات متحده آمریکا. نقش اصلی آن کسب صلاحیت و رقابت در چهارسالانه مسابقه فوتبال المپیک است، با یک که در طول المپیک تابستانی ۲۰۲۸ در لس آنجلس, برگزار می شود که این تیم قبلاً به عنوان میزبان واجد شرایط شده است.
آخرین تورنمنت مهم آن نسخه ۲۰۲۴ در المپیک پاریس بود، که در آن تیم قبل از حذف توسط مراکش به یک چهارم نهایی راه یافت.
مطابق با مقررات فیفا، فهرست را می توان با سه بازیکن "بزرگ سال" در طول مسابقات المپیک اضافه کرد.

### بازیکنان بزرگ سال در بازی های المپیک
| مسابقات | بازیکن ۱         | بازیکن ۲            | بازیکن ۳             |
| ------- | ---------------- | ------------------- | -------------------- |
| ۱۹۹۶    | کیسی کلر (GK)    | الکسی لالاس (DF)    | انتخاب نکرد          |
| ۲۰۰۰    | برد فریدل (GK)   | جف آگوس (DF)        | فرانکی هیدوک (MF)    |
| ۲۰۰۸    | برد گوزان (GK)   | مایکل پرخورست (DF)  | برایان مک‌براید (FW)  |
| ۲۰۲۴    | واکر زیمرمن (DF) | مایلز رابینسون (DF) | جورج میهایلوویچ (MF) |

## افتخارات
- مسابقه مقدماتی المپیک کونکاکاف
  - برندگان (۱): ۱۹۹۲
  - نائب قهرمان (۲): ۲۰۰۰، ۲۰۰۸
  - ""مقام سوم (۱):"" ۲۰۱۵
- بازی‌های پان آمریکا
  - دارندگان مدال طلا (۱): ۱۹۹۱

## همچنین ببینید
- فدراسیون فوتبال ایالات متحده آمریکا
- تیم ملی فوتبال ایالات متحده آمریکا
- تیم ملی فوتبال زیر ۱۷ سال ایالات متحده آمریکا
- تیم ملی فوتبال زیر ۲۰ سال ایالات متحده آمریکا
- فوتبال در المپیک تابستانی